# مدل داده معنایی

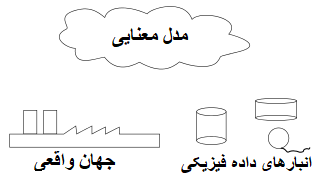
رابطه «مدل داده مفهومی» با «جهان واقعی» و «انبارهای داده فیزیکی».

مدل داده معنایی (به انگلیسی: Semantic data model)، با کوته‌نوشت SDM، یک توصیف «مبتنی بر معنا» و «سطح بالا» و یک «صوری‌سازی ساختاری (مدل)» برای پایگاه‌های داده است. این مدل پایگاه داده برای در اختیار گرفتن داده بیشتری از یک محیط کاربردی، نسبت به آنچه که در مدل‌های پایگاه داده معاصر امکان‌پذیر است، طراحی شده‌است. یک مشخصات SDM، توصیف‌کننده یک پایگاه داده به زبان «انواع موجودیت‌هایی است که در محیط کاربردی وجود دارد»، «رده‌بندی و گروه‌بندی آن موجودیت‌ها»، و «روابط درونی ساختاری بین آن موجودیت‌ها» می‌باشد. SDM تعدادی اصل مدل‌سازی سطح بالا را برای در اختیار گرفتن معنای یک محیط کاربردی تهیه می‌بیند. با جاسازی اطلاعات مشتق شده در مشخصات ساختاری یک پایگاه داده، SDM این امکان را فراهم می‌کند تا یک اطلاعات(خبر) مشابه در چندین روش مختلف دیده شود؛ این موضوع امکان آن را فراهم می‌کند که به صورت مستقیم، انواع مختلفی از نیازها و نیازمندی‌های پردازشی، که معمولاً در کاربردهای پایگاه داده وجود دارد، را جاسازی کنیم. طراحی SDM فعلی، بر اساس تجربه ما در استفاده از ویرایش‌های ابتدایی آن است. SDM برای افزایش «موثربودن» و «قابل استفاده بودن» سامانه‌های پایگاه داده طراحی گردیده‌است. از یک توصیف پایگاه داده SDM می‌توان برای توصیف «مشخصات صوری یک پایگاه داده» و نیز به عنوان ابزاری برای «مستندسازی آن پایگاه داده» استفاده شود؛ از آن می‌توان به عنوان تهیه مبنایی برای پشتیبانی از انواع مختلفی از «امکانات واسط کاربری قوی» استفاده کرد؛ از آن می‌توان در فرایند مدل سازی پایگاه داده، به عنوان «یک مدل پایگاه داده مفهومی» استفاده کرد؛ نیز می‌توان از آن به عنوان یک «مدل پایگاه داده برای نوع جدیدی از سامانه‌های مدیریت پایگاه داده» استفاده کرد.
یک مدل داده معنایی در مهندسی نرم‌افزار چندین معنا دارد:
1. یک مدل داده مفهومی است که در آن اطلاعات مفهومی وجود دارد. این موضوع به آن معنی است که این مدل، توصیف کننده «معنای نمونه‌هایش» است. این نوع مدل داده مفهومی یک نوع انتزاع است که تعریف‌کننده آن است که چگونه «نمادهای ذخیره شده (نمونه داده)» به «جهان واقعی» مربوط می‌شود.[۱]
2. یک مدل داده مفهومی است که «امکان بیان و تبادل اطلاعات فراهم می‌کند»، به اعضا امکان می‌دهد تا از نمونه‌ها معنی (معناشناسی) را تفسیر کند، بدون آنکه نیازی به فهم «فرامدل» باشد. این نوع مدل معنایی، «واقعیت گرا» است (که در مقابل شیء گرا قرار دارد). در آن واقعیت‌ها معمولاً توسط رابطه‌های دوتایی بین عناصر داده‌ای بیان می‌شود، در حالیکه رابطه‌های با مرتبه بالاتر توسط مجموعه ای از رابطه‌های دودویی بیان می‌گردد. معمولاً رابطه‌های دودویی قالب سه‌تایی دارند: شیء-نوع‌رابطه-شیء. برای مثال «برج ایفل <محل آن قرار دارد> پاریس».

معمولاً «داده نمونه» در مدل‌های داده مفهومی به صورت صریح شامل «نوع رابطه بین عناصر داده» مختلف هستند، مثل <محل آن قرار دارد>. برای درک و ترجمه معنی واقعیت‌ها از نمونه‌ها، نیاز هست که «معنی انواع رابطه (انواع رابطه)» دانسته شود؛ بنابراین مدل‌های داده مفهومی معمولاً این «نوع رابطه» را «استانداردسازی» می‌کنند. این به آن معنی است که نوع دومی از مدل‌های داده مفهومی باید امکان آن را ایجاد کند که: «نمونه‌ها واقعیت‌هایی را بیان کنند که شامل معنی خودشان هستند». نوع دوم مدل‌های داده مفهومی معمولاً به معنی ساخت «پایگاه داده مفهومی» هستند. امکان شامل کردن «معنی» در «پایگاه‌های داده مفهومی»، ساخت «پایگاه‌های داده توزیع شده» را ساده می‌کنند، که آنها به برنامه‌های کاربردی امکان می‌دهند تا معنی را از محتوا درک (تفسیر) کنند. این به معنی آن است که پایگاه داده‌های مفهومی موقعی که از یک «نوع رابطه (استاندارد) مشابه» استفاده می‌کنند، قابلیت یکپارچه‌سازی (متحد شدن) دارند. این موضوع همچنین به معنی آن است که به صورت کلی، کاربردپذیری گسترده‌تری نسبت به پایگاه‌های داده رابطه ای و شیء گرا دارند.

## بررسی اجمالی
ساختار داده منطقی یک سامانه مدیریت پایگاه داده (DBMS)، چه سلسله مراتبی، چه شبکه‌ای، و چه رابطه‌ای، نمی‌توانند به صورت کامل نیازمندی‌های تعریف مفهومی داده را برآورده کنند، زیرا آنها از نظر مقیاس محدودند و در جهت استراتژی پیاده‌سازی استفاده شده توسط DBMS جهت‌گیری دارند؛ بنابراین نیاز به آنکه «داده» را «از نظر مفهومی» تعریف کنیم، منجر به توسعه فنون «مدل‌سازی داده معنایی» شده‌است. یعنی فنونی که «معنی داده» را در داخل «زمینه رابطه درونی با دیگر داده‌ها تعریف می‌کنند»، به آن شیوه که در شکل نشان داده شده‌است. جهان واقعی به صورت عبارات منابع، ایده‌ها، وقایع و غیره به صورت نمادین در داخل مخازن داده فیزیکی تعریف شده‌است. یک مدل داده معنایی یک نوع انتزاع است که تعریف کننده آن است که چگونه «نمادهای ذخیره شده» به «جهان واقعی» مرتبط می‌شوند؛ بنابراین مدل باید یک نمایش صحیح از جهان واقعی باشد.
بر اساس نظر «کلاس و شریفل (به انگلیسی: Klas and Schrefl) در سال ۱۹۹۵ «هدف نهایی مدل‌های داده مفهومی در اختیاز گرفتن معنای بیشتری از داده با تحمیع مفاهیم رابطه‌ای با «مفاهیم انتزاعی» قوی‌تری است که این مفاهیم از زمینه هوش مصنوعی شناسایی شده‌اند. ایده آن است که اصول مدل‌سازی سطح بالا را به عنوان بخش متحدی از مدل داده برای آسان‌سازی نمایش وضعیت‌های جهان واقعی فراهم کنیم».

## تاریخچه
نیاز به مدل‌های داده مفهومی اولین بار در نیروی هوایی آمریکا در اواسط دهه ۱۹۷۰، و در برنامه ساخت به کمک رایانه یکپارچه (ICAM) تشخیص داده شد. هدف این برنامه بالا بردن بهره‌وری تولید از طریق کاربرد نظام مند فناوری رایانه بود. برنامه ICAM یک نیاز برای «تحلیل و فنون ارتباطی» بهتر برای افراد درگیر در بالابردن بهره‌وری تولید را تشخیص داد. در نتیجه، برنامه ICAM یک رشته فنون که IDEF شناخته شدند را توسعه داد (ICAM Definition). این روش‌ها شامل این موارد هستند:
- IDEF0 برای ایجاد «مدل تابع» استفاده شد، که نمایش ساخت یافته‌ای از فعالیت‌ها و فرایندها در داخل محیط یا سیستم است.
- IDEF1: برای ایجاد «مدل اطلاعاتی» استفاده شد، که نشان دهندهٔ ساختار و معناشناسی اطلاعات در داخل محیط و سیستم است.
  - IDEF1X یک فن مدل سازی داده معنایی است. از آن برای ساخت مدل اطلاعاتی گرافیکی استفاده می‌شود، که نمایش دهندهٔ ساختار و معنی‌شناسی اطلاعات در داخل محیط یا سیستم است. استفاده از این نوع استاندارد، امکان ساخت مدل‌های داده معنایی را امکان‌پذیر کرد که از آن می‌توان برای پشتیانی از مدیریت داده به عنوان یک منیع، یکپارچه سازی سامانه‌های اطلاعاتی، و ساخت پایگاه داده رایانه‌ای استفاده کرد.
- IDEF2 برای ساخت «مدل پویا» استفاده می‌شود، که نمایش دهنده مشخصات رفتاری متغیر با زمان برای محیط یا سیستم است.

در طی دهه ۱۹۹۰، استفاده از فنون مدل‌سازی معنایی منجر به ساخت مدل‌های داده معنایی از نوع دوم شد. یک نمونه از آن‌ها مدل داده معنایی است که به عنوان ISO 15926-2 در سال ۲۰۰۲ استانداردسازی شد، که سپس به زبان مدل سازی معنایی گلیش (به انگلیسی: Gellish) در سال ۲۰۰۵ توسعه یافت. تعریف زبان گلیش در قالب «مدل داده معنایی» مستندسازی شده‌است. خود زبان گلیش یک زبان مدل سازی معنایی است که از آن می‌توان برای ساخت دیگر مدل‌های معنایی استفاده کرد. این مدل‌های معنایی می‌توانند در پایگاه‌های داده گلیش ذخیره شوند، که نوعی پایگاه داده مفهومی هستند.

## کاربردها
از مدل داده معنایی برای کمک به خیلی از اهداف استفاده می‌شود. بعضی از اهداف کلیدی شامل:
- برنامه‌ریزی برای منابع داده: از یک مدل داده ابتدایی می‌توان برای تهیه یک «دید کلی از داده» لازم برای اجرای یک شرکت استفاده کرد. این مدل را می‌توان تحلیل کرد تا پروژه‌های ساخت منابع داده مشترک را شناسایی و مقیاس دهی کرد.
- ساخت پایگاه‌های داده قابل اشتراک: از یک مدل به خوبی توسعه داده شده می‌توان برای تعریف یک «دید داده مستقل از کاربرد» استفاده کرد، که این مدل می‌تواند توسط کاربران اعتبارسنجی شود، و سپس به یک طرح پایگاه داده فیزیکی، برای هر کدام از فنون متفاوت DBMS، تبدیل گردد. علاوه بر تولید پایگاه‌های داده‌ای که سازگار و قابل اشتراک هستند، هزینه‌های تولید از طریق مدل‌سازی داده به شدت کاهش می‌یابد.
- ارزیابی نرم‌افزار فروشنده: به دلیل آنکه یک مدل داده در حقیقت زیرساخت یک سازمان را نمایش می‌دهد، نرم‌افزار فروشنده می‌تواند در برابر مدل داده شرکت ارزیابی گردد، تا ناسازگاری‌های ممکن بین زیرساخت تحمیل شده توسط نرم‌افزار و روشی که شرکت کسب و کارش را انجام می‌دهد را شناسایی کند.
- یکپارچه سازی پایگاه داده‌های موجود: با تعریف محتواهای پایگاه داده‌های موجود، از طریق مدل‌های داده معنایی، «یک تعریف داده یکپارچه» را می‌توان به دست آورد. اگر از فنون (تکنولوژی) مناسب استفاده شود، از طرح واره مفهومی نتیجه شده می‌توان برای کنترل پردازش تراکنش در محبط‌های پایگاه داده توزیع شده استفاده کرد. سامانه پشتیبانی اطلاعات یکپارچه (I2S2) در نیروی هوایی آمریکا، نوعی نمایش و توسعه این نوع فن (تکنولوژی) می‌باشد، که به انواع متفاوتی از محیط DBMS اعمال شده‌است.